# Catherine Ferrar
Catherine Ferrar (Waterbury, 22 ottobre 1946) è un'attrice statunitense.
È famosa soprattutto per aver interpretato Julie Olson in Il tempo della nostra vita e di Nancy Murphy in Sesto senso.

## Biografia e Carriera
Catherine Ferrar nasce a Waterbury (Connecticut) il 22 ottobre 1946. Inizia la sua carriera d'attrice nel 1965 in un episodio nella serie televisiva Hank. La svolta nella sua carriera arriva nel 1967 quando entra nel cast principale della soap opera Il tempo della nostra vita nel ruolo di Julie Olson rimanendo nella soap fino al 1968 quando viene sostituita da Susan Seaforth Hayes. Nel 1972 interpreta Nancy Murphy in Sesto senso, con a fianco Gary Collins. Nel corso della sua carriera appare in serie tv come The Donna Reed Show, Batman, Shane, General Hospital, Io e i miei tre figli, Medical Center, Una moglie per papà, Mod Squad, i ragazzi di Greer, Mistero in galleria, CHiPs, Trapper John, Dynasty, Matt Houston e I Colby.

## Filmografia

### Televisione
- Hank - serie TV, 1 episodio (1965)
- The Donna Reed Show - serie TV, 1 episodio (1965)
- Batman - serie TV, 2 episodi (1966)
- Shane - serie TV, 1 episodio (1966)
- General Hospital - soap opera, 2 episodi (1966)
- Io e i miei tre figli - serie TV, 1 episodio (1967)
- Il tempo della nostra vita - soap opera (1967-1968)
- Medical Center - serie TV, 7 episodi (1970-1975)
- Una moglie per papà - serie TV, 1 episodio (1971)
- Bearcats! - serie TV, 1 episodio (1971)
- Mod Squad, i ragazzi di Greer - serie TV, 1 episodio (1972)
- Mistero in galleria - serie TV, 1 episodio (1972)
- Sesto senso - serie TV, 7 episodi (1972)
- L'uomo da sei milioni di dollari: vino, donne e guerra – film TV (1973)
- CHiPs - serie TV, 1 episodio (1977)
- Trapper John - serie TV, 5 episodi (1981-1983)
- Dynasty - serie TV, 1 episodio (1984)
- Matt Houston - serie TV, 2 episodi (1984)
- I Colby - serie TV, 1 episodio (1985)